# Hochwasserrückhaltebecken Neuwürschnitz
Das Hochwasserrückhaltebecken Neuwürschnitz ist ein Hochwasserrückhaltebecken im Freistaat Sachsen. Das Bauwerk ist Teil der Hochwasserschutz-Maßnahmen für die Chemnitzer Region. Gestaut wird die Würschnitz, die hier an ihrem Oberlauf noch Beuthenbach genannt wird. 

## Lage

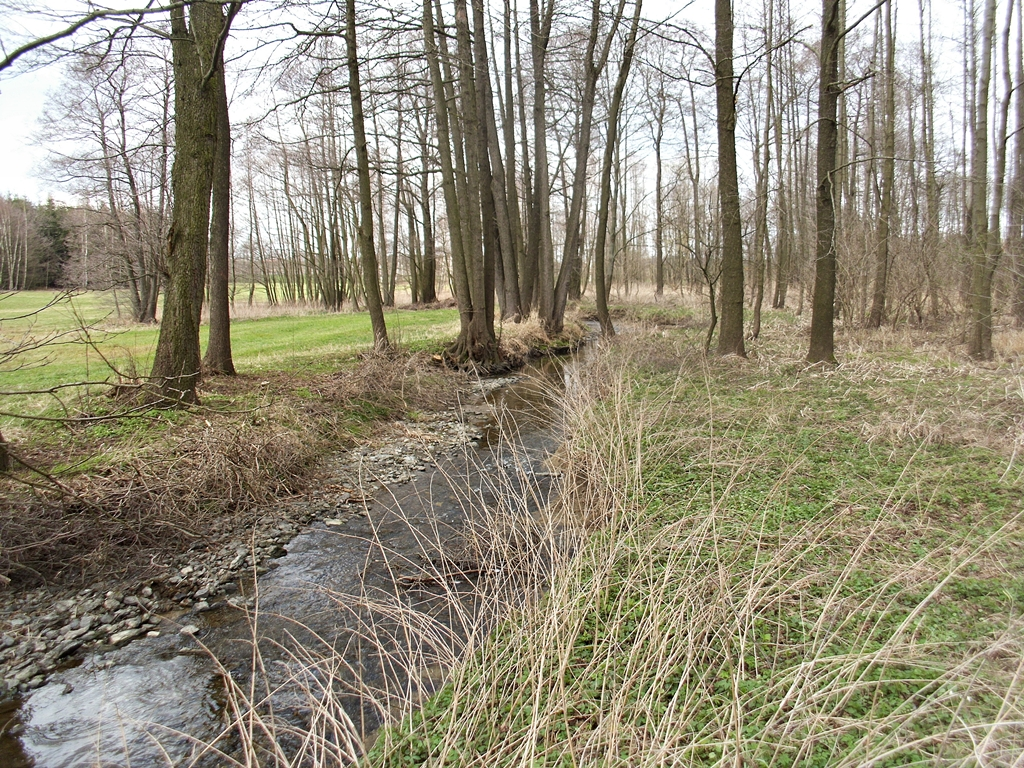
Der Beuthenbach, der im Hochwasserfall angestaut wird

Das Rückhaltebecken befindet sich im Mittleren Erzgebirge auf der Flur der Gemarkungen Oberwürschnitz und Neuwiese (beide gehören zur Stadt Oelsnitz/Erzgeb.), Thierfeld (Ortsteil von Hartenstein) sowie  Beutha und Oberdorf (Ortsteile von Stollberg/Erzgeb.). Der Staudamm wurde etwa 450 m südlich der A 72 errichtet.

## Bauwerk
Das Hochwasserrückhaltebecken ist als gesteuertes Trockenbecken (sogenanntes „grünes Becken“) konzipiert und soll nur bei Hochwasser eingestaut werden. Erst ab einem Abfluss von 5 m³/s soll dieser auf 1,5 m³/s gedrosselt werden, also etwa so viel, wie die Würschnitz beim Zusammenfluss mit der Zwönitz zur Chemnitz einbringt. Bei Vollstau kann das Becken dann bis zu 923.000 m³ aufnehmen. Die Dammhöhe über der Geländesohle soll 12,5 m betragen.

## Bauarbeiten
Baustart war der 2. Juni 2014, die Fertigstellung im Herbst 2016. Am 9. November 2016 wurde eine Nassfunktionsprobe erfolgreich durchgeführt. Ein Probestau war für das Winterhalbjahr 2016/17 vorgesehen. Die Kosten wurden auf 20 Millionen veranschlagt. Im Juni 2017 wurde das Becken eingeweiht. Der Baufortschritt konnte per Webcam verfolgt werden. Der erste Probestau erfolgte im Februar 2019.

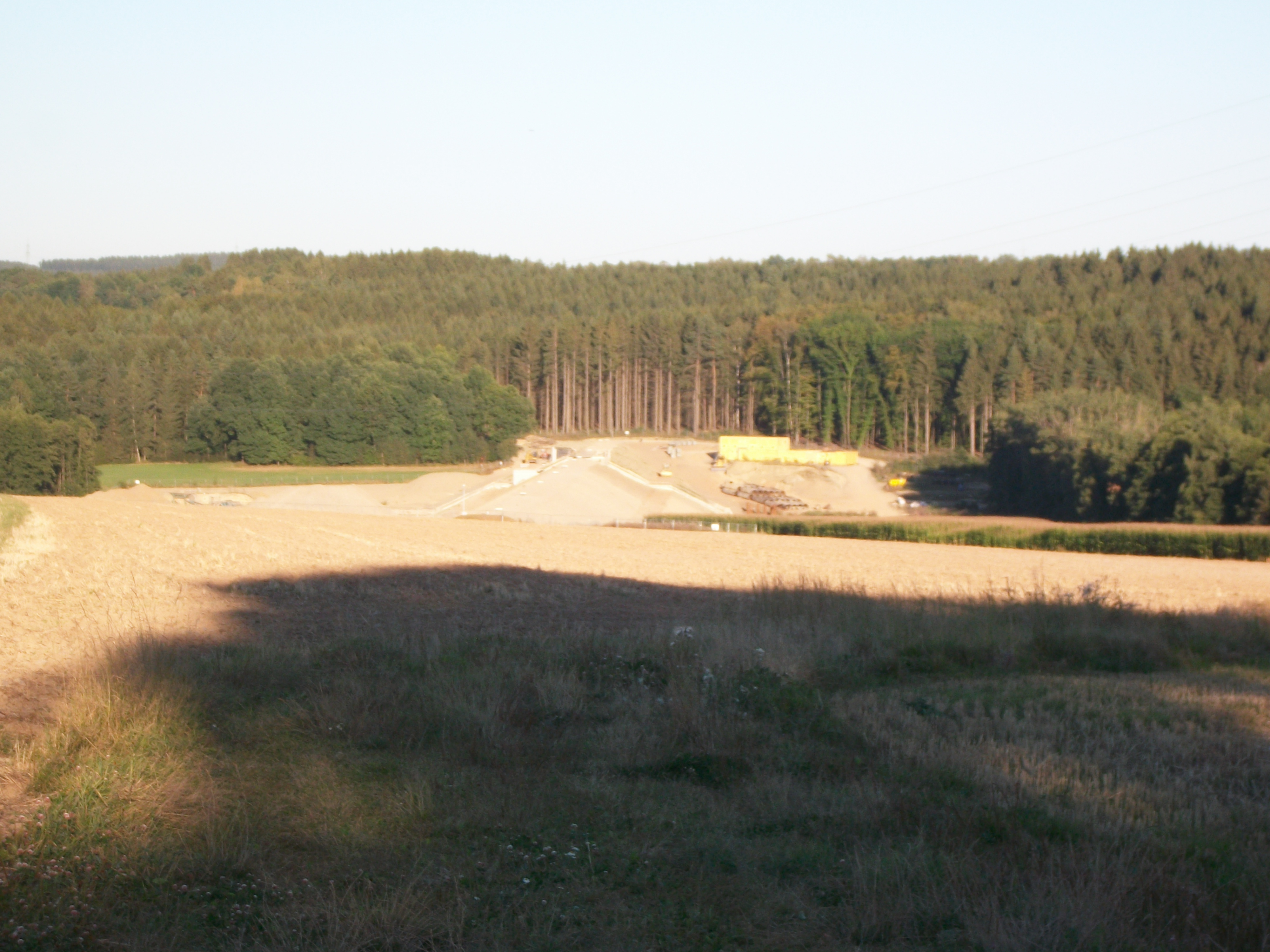
Bau des Rückhaltebeckens (31. August 2016)
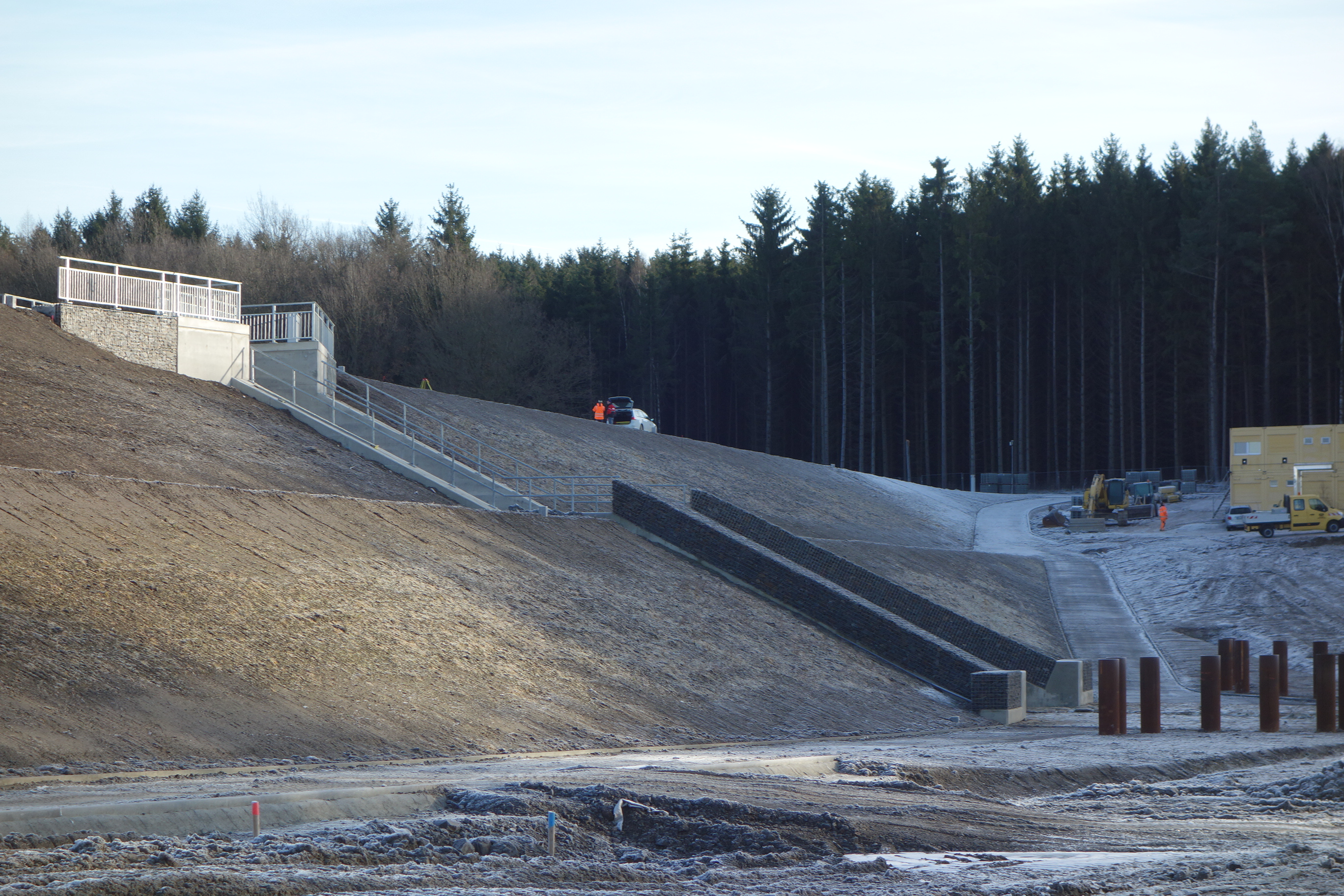
Bau des Rückhaltebeckens (22. Dezember 2016)
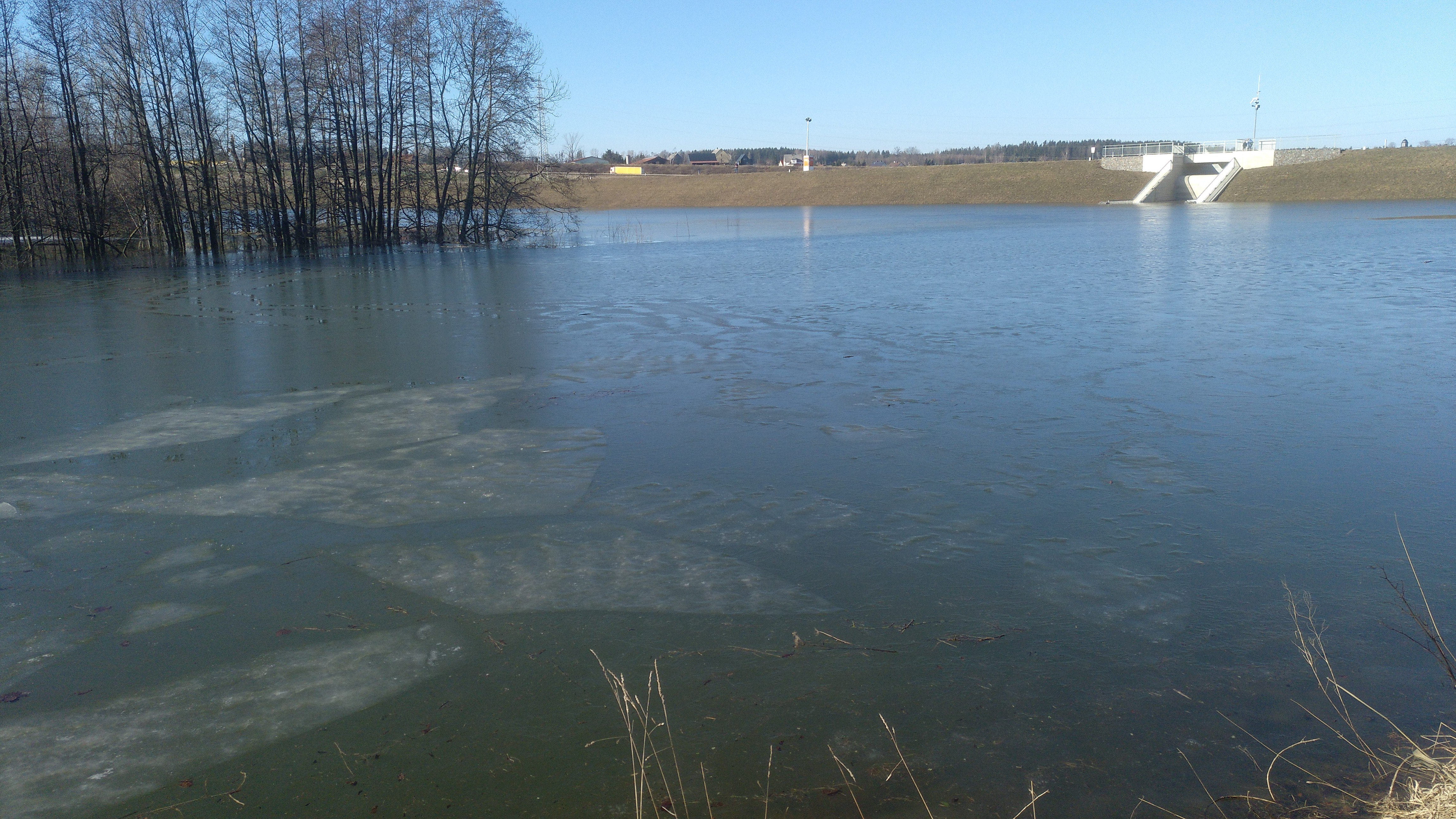
Probestau des Rückhaltebeckens (16. Februar 2019)
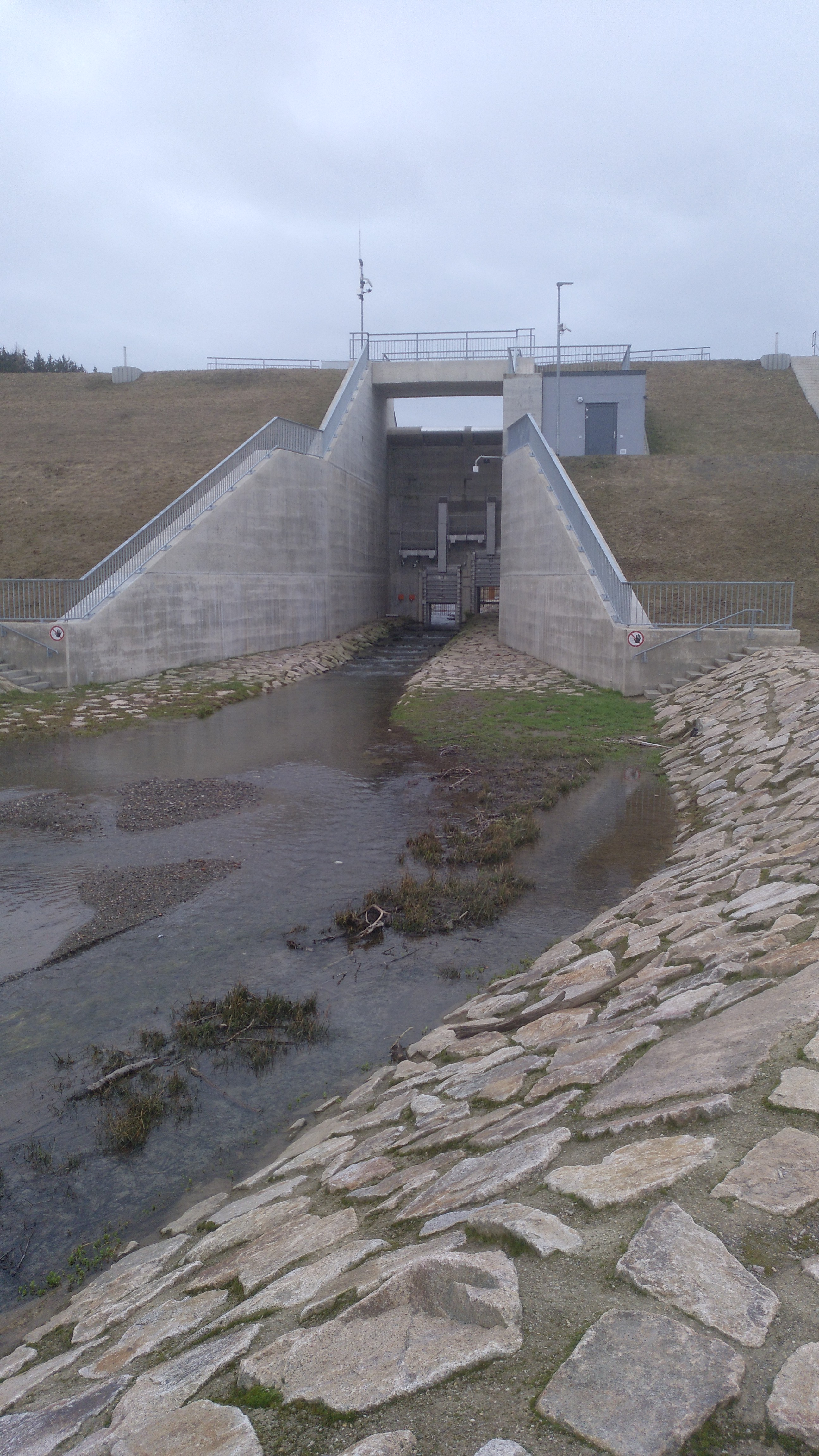
Abfluss des Rückhaltebeckens (3. März 2019)
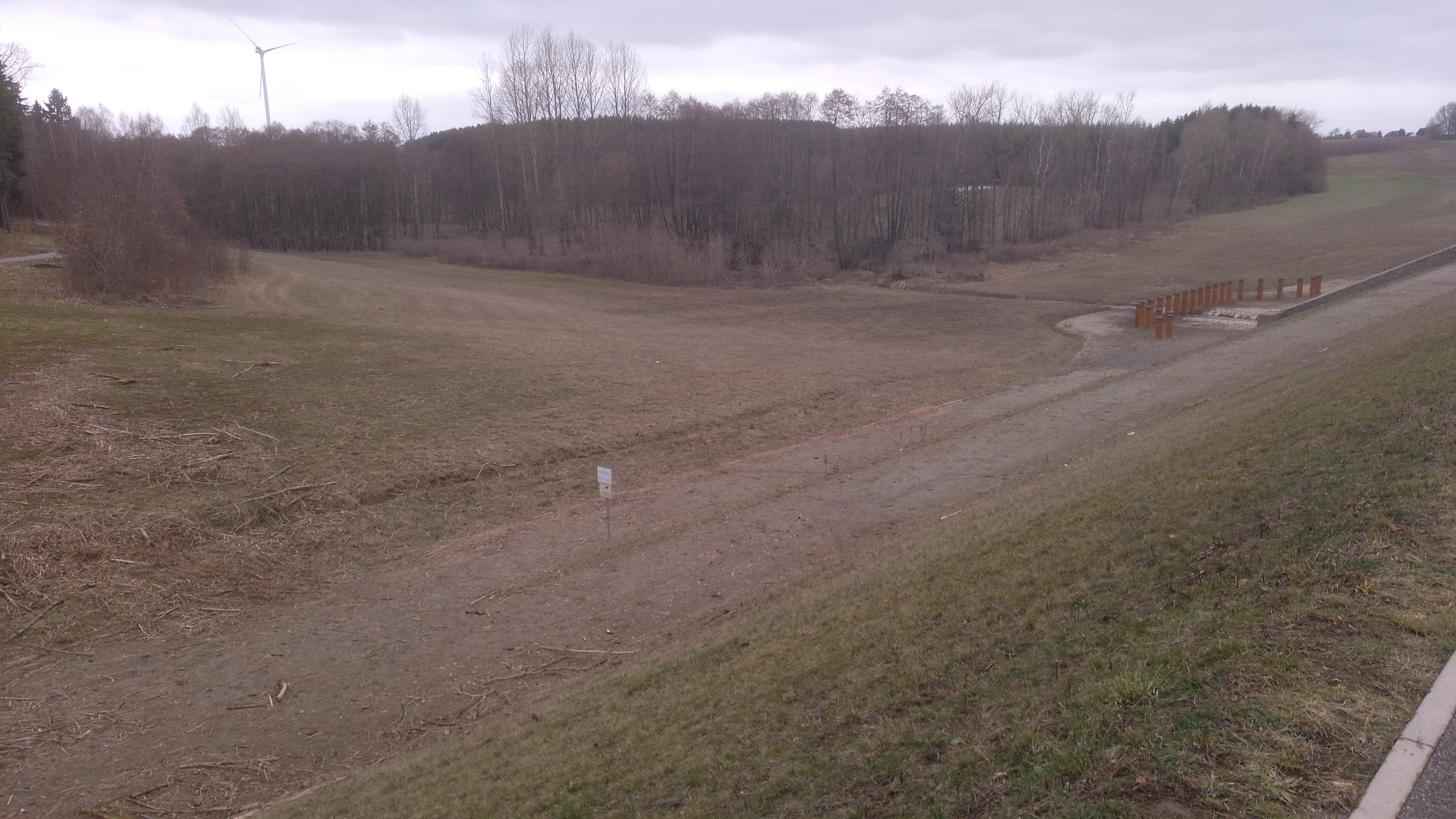
Retentionsfläche des Rückhaltebeckens (3. März 2019)